# مجری رادیو
مجری رادیو، شخصیت رادیویی یا ارائه‌دهنده رادیویی به فردی می‌گویند که وظیفه ارائه محتوا را در یک سخن‌پراکنی رادیویی بر عهده دارد.  مجری‌های رادیویی که به پخش گزیده‌ای از موسیقی می‌پردازند، دیسک جاکی خوانده می‌شوند. اصطلاح شخصیت رادیویی همچنین می‌تواند شامل مجری‌های تاک‌شو رادیویی، مجری‌های رادیوهای پخش رادیویی اف‌ام و رادیوی ماهواره‌ای شود.